# 2620 Сантана
2620 Сантана (2620 Santana) — астероїд головного поясу, відкритий 3 жовтня 1980 року.
Тіссеранів параметр щодо Юпітера — 3,296.